# Antitrinitarism

Mosaik i arianska baptisteriet i Ravenna, föreställande Jesu dop.

Antitrinitarism (av grekiska anti ’emot’ och latin trinitas ’treenighet’) är en riktning inom kristendomen och beteckning för de kristna grupper och kyrkor, som förnekar läran om att Bibelns Gud skulle vara tre hypostaser eller personer – Fadern, Sonen (Jesus Kristus enligt sin preexistenta natur) och Den Helige Ande – i ett och samma väsen, såsom inom trinitarisk teologi. 

## Historiska riktningar
Redan under 100- och 200-talet uppträdde åtskilliga antitrinitarier och framförde kritik mot treenighetsläran som då utvecklades.  Vissa menade att endast Fadern är Gud, och att Sonen och Anden var opersonliga krafter (dynamism). Som representanter för denna riktning nämns vanligen Theodotos av Bysans och Artemon av Rom samt biskop Paulus från Samosata i Syrien. Andra ansåg att Fadern i egen person blivit människa och lidit döden för människornas synder (patripassianism). Företrädare för denna riktning är Praxeas av Mindre Asien, Noetos av Smyrna och Beryllos av Bostra från Bosra. Med ett gemensamt namn kallades de monarkianer, eftersom deras valspråk var ”monarchiam tenemus” (vi håller fast vid Guds enhet). Ett tredje parti menade sig rädda enheten i gudomen genom antagandet, att de tre gudomspersonerna endast är successivt framträdande uppenbarelseformer (modi) av det opersonligt fattade gudomsväsendet. Huvudmannen för denna riktning, vars anhängare kallades modalister, var presbytern Sabellios av Ptolemstis i Afrika. 
Arianismen (från presbytern Arius av Alexandria, 256–336) lärde under påverkan av nyplatonismen att Sonen och Anden var skapade väsen och därmed inte Gud. Även om Sonen är Faderns fullkomligaste verk är de väsensskilda och Guds Son kallas Son endast i samma mening som människorna kallas Guds folk. Fadern är alltså ensam störst, vilket Jesus tydligt vittnade om i evangelierna (Johannesevangeliet 14:28).
Treenighetsläran som den ser ut idag fastslogs vid kyrkomötet i Nicaea år 325, men även vid Första konciliet i Konstantinopel 381 inom den så kallade "klassiska kristna kyrkan". Bibeln uttalar inte något klart svar i frågan om Jesu gudomlighet, även om både anhängare och motståndare av Treenighetsläran hävdar att så visst är fallet. Det finns oenighet i frågan, som varit större om inte de ledande patriarkerna enats i frågan på 300-talet.
I reformationstidevarvet uppträdde (i synnerhet i Italien, Sydtyskland och Schweiz) en hel rad av protestantiska antitrinitarier, även kallade unitarier (av latin unitas, ’enhet’), som också försökte bekämpa den kyrkliga treenighetsläran. De förnämsta bland dem var Hetzer, Denck och Campanus samt Miguel Serveto, som brändes på bål 1553. Genom Lelio och Fausto Sozzini utvecklades en antitrinitarisk unitarism som kom att återfinnas hos socinianerna. Under 1800- och 1900-talen har unitarismen brett ut sig särskilt i Nordamerika och Storbritannien. Helge Åkeson (1831–1904) var en svensk antitrinitarisk baptistpredikant i Sverige under 1800-talet.

## Modern antitrinitarism
- Branhamismen
- Familjefederationen för Världsfred och Enighet (Moonrörelsen)
- Iglesia ni Cristo
- Jehovas vittnen
- Jesu Kristi kyrka av sista dagars heliga ("mormoner"):
  - Kristi kyrka med Elias budskap, en liten kyrka inom mormonismen
- Inriktningar inom pingströrelsen (som dock vanligen omfattar trinitarism):
  - Oneness-rörelsen
  - The True Jesus Church
  - United Pentecostal Church
- Stone-Campbells reformationsrörelse:
  - Kristadelfianer, avnämare av denna reformationsrörelse
- Swedenborgianismen
- Unitarism

## Icke-kristen antitrinitarism
- Judendom
- Vissa grupper inom Messiansk judendom
- Islam
- Bahá'í
- Zoroastrism

## Kända antitrinitarier
- Lukianos av Antiochia, d. 312 e.Kr.
- Arius, d. 336 e.Kr.
- Asterius Sofisten, d. 341 e.Kr.
- Constantius II, d. 361 e.Kr.
- Artemius, d. 363 e.Kr.
- Akakios av Caesarea, d. 366 e.Kr.
- Aëtius av Antiochia, d. 367 e.Kr.
- Auxentius av Milano, d. 374 e.Kr.
- Wulfila, d. cirka 383 e.Kr.
- Hans Denck, 1495–1527
- Miguel Serveto, 1511–1553
- Isaac Newton, 1643–1727
- William Whiston, 1667–1752
- Emanuel Swedenborg, 1688–1772
- Thomas Jefferson, 1743–1826
- Joseph Smith, 1805–1844
- Dr. John Thomas, 1805–1871
- Ralph Waldo Emerson, 1803–1882
- Charles Taze Russell, 1852–1916
- William M Branham, 1909–1965
- Herbert W Armstrong, 1892–1986